# Getreidespeicher des Benediktinerpriorats Schlettstadt

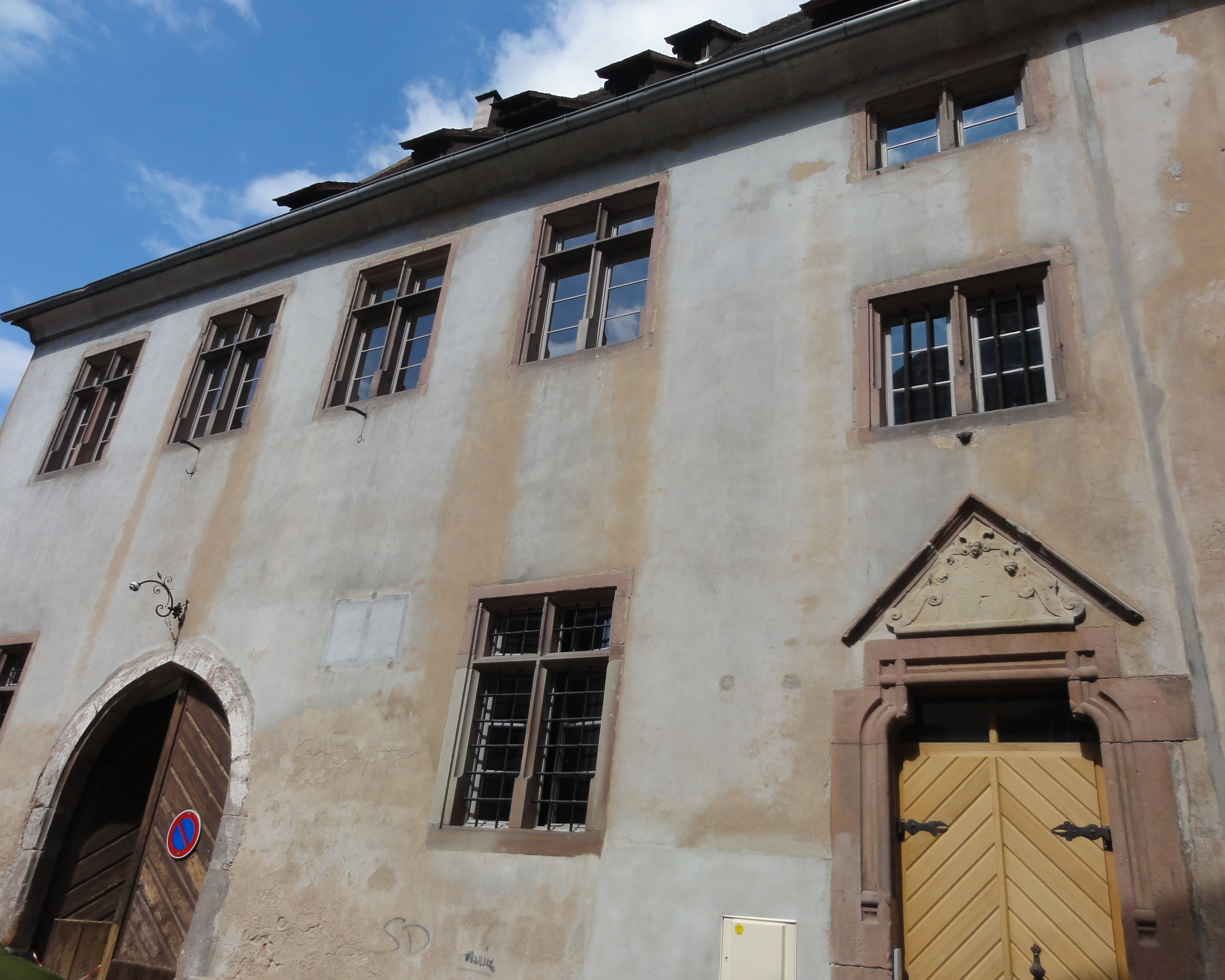
Getreidespeicher des Benediktinerpriorats

Der Getreidespeicher des Benediktiner-Priorats Sainte-Foy in Schlettstadt, einer französischen Stadt im Département Bas-Rhin in der Region Elsass, wurde 1601 errichtet. Der ehemalige Getreidespeicher an der Nr. 1a rue Sainte-Foy ist seit 1931 als Monument historique klassifiziert.

## Beschreibung
Der spätgotische Bau wurde als Ersatz für einen Vorgängerbau errichtet, der vom Priorat an die Stadt Sélestat verkauft wurde. Lediglich das Portal besitzt bereits einen bescheidenen Renaissancedekor.
Seit der Revolution wurde das Gebäude als Feuerwehrhaus und Lagerraum der Stadtverwaltung genutzt.